# Edmond Evrard
Pour les articles homonymes, voir Evrard.
Edmond Louis Evrard, est un pasteur chrétien baptiste français qui sauva des Juifs à Nice pendant la Seconde Guerre mondiale. Il est né le 13 mars 1890 à Isbergues dans le Pas-de-Calais, et mort le 22 mars 1981 à Nice.

## Biographie
Edmond est le fils de Louis Evrard 1858-1911 et de Marie-Thérèse Blistain 1869-1926, d'origine belge (Burdinne et Jemeppe-sur-Meuse).

### Ministère
Devenu pasteur baptiste à Nice en 1925, il prend quelques jours de repos au Chambon-sur-Lignon dans la Haute-Loire en août 1943 . Là, il rencontre de nombreux Juifs réfugiés et cachés par les protestants de la région. De retour à Nice, il est contacté par Raymond Heymann et Maurice Cachou qui dirigeaient la résistance juive locale. Avec son épouse Ida, et ses fils Louis et Daniel, ils apportent leur aide aux Juifs. Ils leur trouvent des caches, bénéficient pour les nourrir d'un trafic de cartes d'alimentation, organisent un convoi vers la Haute-Loire. Le pasteur Evrard autorise même en mars 1944 la célébration de la fête du Pourim dans l'église baptiste.
Edmond et Ida Evrard, Louis et Daniel Evrard, ont été distingués par l'Institut Yad Vashem qui leur a décerné en 1995 le titre de « Juste parmi les nations ».

### Sources et bibliographie
- « Évrard, pasteur Edmond ;  Évrard, Ida ; Évrard, Louis ; Évrard, Daniel », dans Israel Gutman, Lucien Lazare, Dictionnaire des Justes de France, Jérusalem et Paris, Yad Vashem et Arthème Fayard, 2003 (ISBN 2-213-61435-0), p. 244.
- Base du yad Vashem, www.yadvashem-france.org
- Dossier  du centre de documentation sur la persécution nazie de Nice (témoignage du pasteur Evrard en date du 28 mars 1945).
- Sébastien Fath, les Baptistes en France, éditions Excelsis, 2002.
- Sébastien Fath, Une autre manière d'être chrétien en France, socio-histoire de l'implantation baptiste en France 1810-1950, Labor et Fides, Genève, 2001.
- Site internet Les enfants et amis ABADI, www.moussa-odette-abadi.asso.fr.
- Pierre Evrard, carte d'identité FFI n°6980 délivrée le 10 février 1947 par le capitaine Dromas chef du groupement B de l'Aisne et le Lt Colonel de Sarrazin chef départemental des FFI de l'Aisne
- Fred Coleman, "Le réseau Marcel", éd. Acropole mars 2015.